# Emma Sprinchorn
Emma Mathilda Sprinchorn, född 10 februari 1851 i Jakob och Johannes församling i Stockholms stad, död 16 januari 1923 i Hedvig Eleonora församling i Stockholms stad, var en svensk målare.

## Biografi
Emma Sprinchorn var dotter till hovapotekaren Carl Sprinchorn och Elisabet Elfstrand. Hon studerade konst för Mårten Winge. Hennes konst består av genremotiv och kopior av äldre mästares verk. Sprinchorn är representerad vid Linköpings museum.